# 墨西哥国家地震局
墨西哥國家地震局（西班牙語：Servicio Sismológico Nacional；縮寫：SSN）是墨西哥的政府機構，負責研究和記錄該國境內的地震活動。它是墨西哥國立自治大學(UNAM)地球物理研究所的一部分，總部位於墨西哥城。
墨西哥國家地震局於1910年9月5日由墨西哥聯邦政府成立，作為監測地震活動的國際努力的一部分。它於1929年轉移到墨西哥國立自治大學，並於1948年成為墨西哥國立自治大學地球物理研究所的一部分。墨西哥国家地震局在1910年至1923年間建立了第一批9個地震監測站，其中7個作為北美最古老的系統一直持續運作。目前，墨西哥國家地震局擁有22個地震觀測站，並計劃在其全國系統中再增加 11 個。

## 外部連結
- （西班牙文）墨西哥國家地震局 / National Seismological Service / Servicio Sismológico Nacional （页面存档备份，存于）